# 込め不足
込め不足（こめぶそく）とは、自動空気ブレーキを装備した鉄道車両において、ブレーキを使用した後に、ブレーキ管に十分に圧縮空気を補充（込める）しないと、再びブレーキを操作しても効きが悪くなる（場合によっては効かなくなる）危険な現象のことである。

## 概要
自動空気ブレーキを使用した後、緩め操作を行う際にブレーキ管に十分に空気を補充しないと、ブレーキシリンダの動力源である補助空気ダメの圧力が不足する場合がある。このとき再度制動を行うとブレーキシリンダ圧力が低くなり、ブレーキを操作しても効きが悪かったり、効かなくなったりする。自動空気ブレーキを常用ブレーキに使用している機関車や旧形電車にとっては致命的で、自動空気ブレーキが非常ブレーキとして使われている新性能電車や新型気動車の場合も非常時に使用した後、込め不足にならないよう注意が必要である。
鉄道車両以外では、大型トラックやトレーラーなどエアブレーキを採用している大型自動車でも同様の事象が起こり得る。
なお、自動車は足でブレーキ操作を行うので、通称「ばた踏み」と呼ばれている。

## 対策
停車後、補助空気だめの圧力が上昇しないと発車できなくする安全装置を設けた車両もある。
- 自動空気ブレーキのみの列車では通常のATCは自動緩解時に込め不足になるので使えない。旧式のATSは非常ブレーキのみで込め不足を防ぐために自動緩解しない。新しいATS-P形などでは常用最大ブレーキを使用し、機関車方式の列車では自動緩解しない。
- かつての青函トンネルは、特殊なATC（ATC-L型）を使用していた。このATCでは機関車の車内信号は予告機能付きで、また速度超過時には常用最大ブレーキを使うものの自動緩解は行わなかった。なお北海道新幹線の開業に合わせ、青函トンネル内の保安装置はATC-L型からDS-ATCへと切り替えられており、ATC-L型は現存しない。
- 東京都交通局E5000形電気機関車は、牽引される車両が電気指令式ブレーキの電車に限られることから、込め不足の危険のない電気指令式ブレーキを常用ブレーキとしており、通常の電車列車と同様にATC及びC-ATSの自動緩解機能を使用できる。